# ExtraTorrent
ExtraTorrent (allgemein abgekürzt ET) war ein Online-Index für digitale Inhalte von Unterhaltungsmedien und Software. Bis zu seiner Schließung gehörte er zu den Top 5 der BitTorrent-Indizes in der Welt, wo Besucher Magnet-Links und Torrent-Dateien suchen, herunterladen und beisteuern konnten, die den Peer-to-Peer-Dateiaustausch zwischen Nutzer des BitTorrent-Protokolls erleichtern.

## Geschichte
ExtraTorrent wurde 2006 von dem Administrator gegründet, der unter dem Pseudonym „SaM“ auftrat.
Im November 2016 feierte die Website ihr 10-jähriges Bestehen. Die Website änderte kurzzeitig ihr Logo mit einem feierlichen Thema und startete einen Wettbewerb, bei dem die Nutzer die am häufigsten heruntergeladenen Filme auf der Website erraten und dafür Preise gewinnen konnten.
Am 17. Mai 2017 stellte ExtraTorrent aus heiterem Himmel freiwillig den Betrieb ein. Die gesamte Website wurde durch eine Nachricht des Administrators ersetzt, die besagte, dass die Website (sowie alle Spiegeldomänen) dauerhaft abgeschaltet und alle Daten in Bezug auf die Website und ihre Inhalte gelöscht werden sollten. Die Website war bereits tagelang wegen dringender Wartungsarbeiten außer Betrieb, und das nur zwei Tage vor der endgültigen Abschaltung der Website.
Zum Zeitpunkt der Abschaltung war der primäre Domänenname von ExtraTorrent laut Statistiken von Alexa Internet die 291. meistbesuchte Website weltweit.

## Kopien
Kurz nach der Abschaltung der offiziellen ExtraTorrent-Website tauchten mehrere Klone und Nachahmungen online auf. Der beliebteste dieser Klone befand sich zunächst unter extratorrent.cd. Während zunächst vermutet wurde, dass es sich um ein offizielles Rehosting handelt, stellte sich später heraus, dass es sich um einen neu gestalteten Proxy von The Pirate Bay handelte, der unter einer ExtraTorrent-Oberfläche exakte Informationen aus deren Datenbank lieferte. Trotzdem gewann die Website schnell eine große Nutzerbasis und erreichte im Mai 2017 zwei Millionen eindeutige Besucher. Bis heute gibt es keine neuen „offiziellen“ ExtraTorrent-Mirror, da die Datenbank des Originals bei der Abschaltung im Jahr 2017 gelöscht wurde. Die Website wurde 2019 in Spanien gesperrt, zusammen mit anderen ähnlichen Websites wie Lime Torrents und 1337x. Ein weiterer dieser prominenten Nachahmer war extratorrent.ag, eine Website, die Verbindungen zum Betreiber von eztv.ag hat (eine weitere Klon-Website der ebenfalls nicht mehr existierenden EZTV-Veröffentlichungsgruppe).